# Antonio Scamoni
Antonio Pietro Enrico Scamoni (Cremona, 14 dicembre 1886 – Torino, 13 aprile 1977) è stato un dirigente sportivo, arbitro di calcio e calciatore italiano, di ruolo centrocampista.

## Biografia
Fu un importante arbitro italiano degli anni '10 e '20 tesserato per la Juventus di cui fu anche dirigente e rappresentante.

### Calciatore
Inizia a tirare i primi calci al pallone a soli 11 anni presso il "Convitto Nazionale di Cividale del Friuli" nel 1897 quando il calcio in Italia non si era ancora sviluppato.
Entra a far parte della squadra dello Sporting Club Ivrea nel 1905, società che lo vide ricoprire anche la carica di segretario e presidente.
In seguito si sposta a Pavia dove fu fra i fondatori nel 1907 dell'Associazione Goliardica del Calcio con Giovanni Mauro e Vittorio Pedroni mentre studiava giurisprudenza all'Università di Pavia.

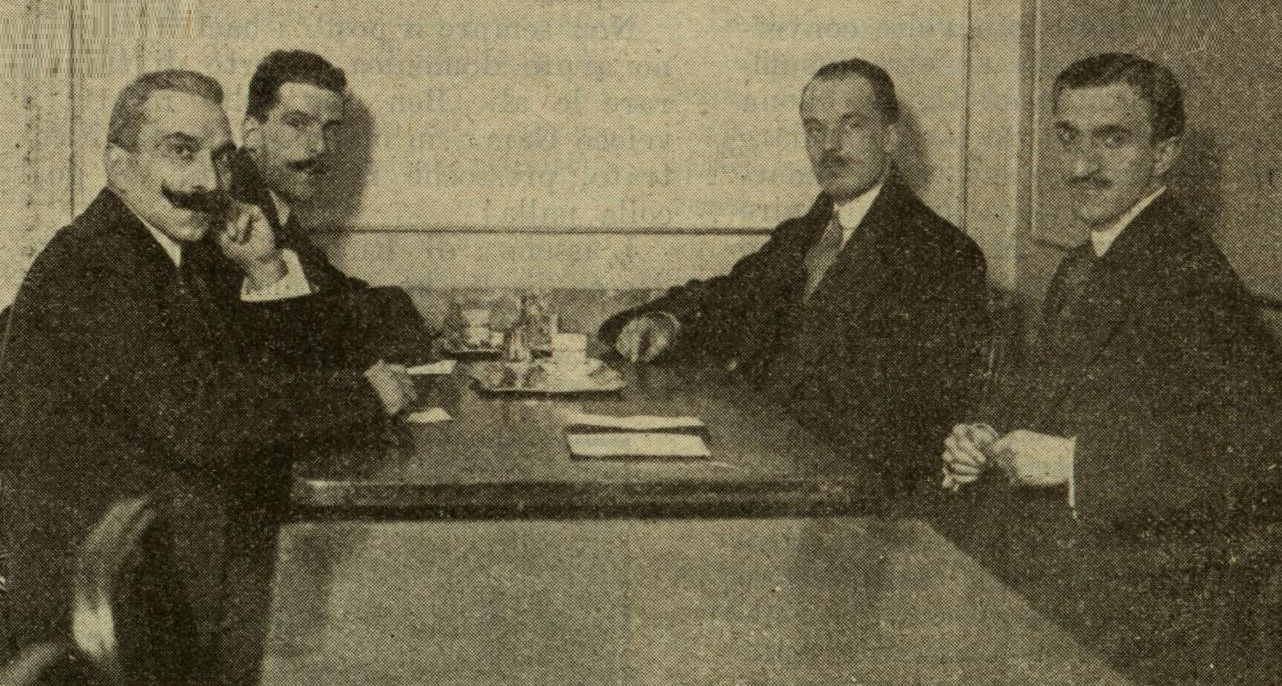
Con la Commissione Tecnica del 1912-1913 riunita al Ristorante Orologio: dietro da sinistra Meazza, e Rietmann. Davanti: Valvassori e Scamoni. Dopo la partita Francia-Italia persa 1-0 il 12 gennaio 1913.

### Dirigente sportivo
Trasferitosi a Torino il 23 novembre 1909 entra a far parte del F.C. Juventus che gli affidò la segreteria, carica che lo vide impegnato fino alla stagione 1911-1912, quando fu chiamato a svolgere lo stesso compito per la F.I.G.C..
Fu anche segretario del Comitato Regionale Piemontese nella stagione 1909-1910 e dalla stagione 1911-1912 cassiere della Federazione. In seguito assunse anche la carica di "segretario generale" e durante l'Assemblea Federale della stagione 1914-1915 gli fu attribuita la carica di "Presidente della Commissione Tecnica" che avrebbe gestito il campionato italiano e la  Nazionale Italiana, seppur con il grave problema della sospensione dell'attività ufficiale all'inizio della prima guerra mondiale.

### Arbitro
Iniziò ad arbitrare nel 1909 e diventò arbitro effettivo nella stagione 1910-1911 ottenendo l'abilitazione a dirigere gare di Prima Categoria. Alla fine della stagione 1911-1912 gli fu attribuita la qualifica di "fischietto d'onore" e la stagione successiva divenne "arbitro federale". Dal 1924 ebbe la possibilità di arbitrare gare della FIFA, che furono quantificate in 2 gare ufficiali alla fine della sua carriera.
Come rappresentante della classe arbitrale italiana, partecipò ai Giochi Olimpici di Parigi 1924 dove arbitrò, allo " Stade Pershing " di Vincennes la gara del primo turno tra la Svizzera e la Lituania (9-0); per l'occasione ebbe come guardalinee il cecoslovacco Cejnar e lo jugoslavo Fabris.
Dopo la fine del conflitto riprese ad arbitrare sempre con la qualifica di "arbitro federale".
Terminò la sua lunga carriera arbitrale alla fine della stagione 1924-1925.
Nel 1948 in occasione del 50º anniversario della F.I.G.C. fu insignito del titolo di pioniere del calcio italiano.
Morì il 13 aprile 1977 a Torino e alle sue esequie parteciparono tutti i dirigenti della Juventus, il C.R.A. del Comitato Regionale Piemontese e molti dirigenti della F.I.G.C..